# 甲尾袋鼠属

甲尾袋鼠屬（北甲尾袋鼠），哺乳綱的一屬，而與甲尾袋鼠屬（北甲尾袋鼠）同科的動物尚有岩袋鼠屬（短耳岩袋鼠）、蹶鼠屬（蹶鼠）、大袋鼠屬（沙大袋鼠）、紋兔袋鼠屬（紋兔袋鼠）等之數種哺乳動物。